# 그리스의 정당 목록
그리스 정치 체제의 특징은 양당제이다. 주요 정당은 신민주주의당과 범그리스 사회주의 운동이다. 현행 선거 제도에서는 정당이 원내에 진입하려면 3%의 득표율을 넘어야 한다. 지난 2007년 그리스 의회 선거에서 신민주주의당, 범그리스 사회주의 운동, 그리스 공산당, 급진 좌파 연합, 대중 정교회 연대 다섯 정당이 원내에 진입하였다.

## 현재 그리스 의회와 유럽 의회에 진입한 정당
- 급진 좌파 연합(그리스어: Συνασπισμός της Ριζοσπαστικής Αριστεράς 시나스피스모스 티스 리조스파스티키스 아리스테라스[*], ΣΥΡΙΖΑ) : 사회민주주의 정당
- 신민주주의당(그리스어: Νέα Δημοκρατία 네아 디모크라티아[*], ΝΔ) : 보수주의 정당
- 그리스 공산당(그리스어: Κομμουνιστικό Κόμμα Ελλάδας 콤무니스티코 콤마 엘라다스[*], KKE) : 마르크스-레닌주의 정당
- 범그리스 사회주의 운동(그리스어: Πανελλήνιο Σοσιαλιστικό Κίνημα 파넬리니오 소시알리스티코 키니마[*], ΠΑΣΟΚ) : 제3의 길, 친유럽주의 정당
- 대중 정교회 연대(그리스어: Λαϊκός Ορθόδοξος Συναγερμός 레코스 오르토도조스 시나예르모스[*], ΛΑ.Ο.Σ.) : 우익 포퓰리즘 정당
- 생태 녹색당(그리스어: Οικολόγοι Πράσινοι 이콜로기 프라시니[*]) : 녹색 정치 정당

## 같이 보기
- 그리스의 정치